# La Provincia di Varese
La Provincia di Varese è un quotidiano italiano a diffusione locale nella provincia di Varese, pubblicato in cartaceo dal 2005 al 2017; dal 2022 è stato rifondato come quotidiano online.

## Storia
Il quotidiano "debuttò" il edicola il 1º ottobre 2005, costituendo un'edizione varesina dello storico quotidiano comasco La Provincia (fondato nel 1892 e pubblicante edizioni locali anche nei territori di Lecco - dal 1988 - e di Sondrio - dal 1998). La testata al debutto era edita dal gruppo Sesaab, proprietaria oltre che della rete de La Provincia anche de L'Eco di Bergamo. 
Dopo poco più di due anni di pubblicazioni in formato nordisch, l'11 maggio 2008, seguendo una tendenza generalizzata nella stampa nazionale italiana, tutti i giornali della syndication de La Provincia passarono al più compatto formato berliner. Al contempo tutte le pagine vennero stampate a colori e la veste grafica venne rinnovata. Il 1º febbraio 2011 entrò in funzione l'applicazione per iPad.
Il 24 dicembre 2013 la testata passò in gestione alla società La Provincia Editoriale di Varese, facente capo all'imprenditore locale Michele Lo Nero e del tutto indipendente dalla Sesaab, che uscì dalla compagine sociale del giornale (cui comunque continuò a fornire le pagine nazionali e parte di quelle culturali e sportive). Nell'ottobre 2016 il quotidiano venne ceduto a una nuova società editrice, la Varese edizioni, amministrata da Piero Galparoli, imprenditore ed esponente politico della sezione varesina di Forza Italia.
Quest'ultima gestione vide la testata entrare in una crisi profonda: la redazione venne progressivamente ridotta d'organico, mentre il giornale in edicola ridusse sempre più formato e foliazione. Il 30 dicembre 2017 il quotidiano cessò le pubblicazioni. Nel 2018 alcuni degli ex redattori si sono riorganizzati autonomamente creando il quotidiano online VareseNoi.
Nel giugno 2022 la testata viene rilevata dall'editore Aquilis srls di Milano, che la rilancia come giornale online, sotto la direzione di Federico Trussoni.

### Inserti e allegati
Ai tempi dell'edizione cartacea, periodicamente veniva pubblicato l'inserto sportivo "Il Biancorosso", interamente dedicato al Varese.
Ogni sabato usciva inoltre "La Provincia di Busto", inserto dedicato a particolari approfondimenti sul territorio di Busto Arsizio.

## Direttori
- 2005 - 2006: Michele Brambilla
- 2005 - 2011: Giorgio Gandola
- 2011 - 2013: Diego Minonzio
- 2013[6] - 2015[7]: Federico Delpiano
- 2015 - 2016[8]: Andrea Confalonieri
- 2016[9] - 2016: Virginia Lodi
- 2016[10] - 2017: Francesco Caielli
- 2022 - : Federico Trussoni

## Diffusione
| Anno | Copie vendute                                                           |
| ---- | ----------------------------------------------------------------------- |
| 2008 | 40.669 (totale comprendente anche le edizioni di Como, Lecco e Sondrio) |
| 2007 | 42.305 (totale comprendente anche le edizioni di Como, Lecco e Sondrio) |
| 2006 | 42.160 (totale comprendente anche le edizioni di Como, Lecco e Sondrio) |
| 2005 | 40.801 (totale comprendente anche le edizioni di Como, Lecco e Sondrio) |

Dati Ads - Accertamenti Diffusione Stampa